# クレイグ・トーマス
クレイグ・トーマス（David Craig Owen Thomas, 1942年11月24日 - 2011年4月4日）は、小説「ミッチェル・ガント・シリーズ」で有名なイギリスのウェールズ・カーディフ出身の作家。カーディフ大学卒業。

## 経歴
小説デビュー以前は学校の教師をしながらBBCのラジオドラマの脚本を執筆していた。ジャンルはサスペンスだった。
1976年に『ラット・トラップ』でデビュー。
代表作に『ファイアフォックス』（原題:Firefox, 1977年）および続編の『ファイアフォックス・ダウン』（原題:Firefox down, 1983年）があり、前者はクリント・イーストウッドにより『ファイヤーフォックス』として映画化もされた（1978年）。このため『ファイアフォックス・ダウン』の冒頭にはイーストウッドへの献辞がある。この成功によってトーマスは教師を辞め、作家業に専念するようになった。他にも彼が有名になるきっかけとなった『モスクワを占領せよ』(原題:Snow Falcon, 1979年)および『ディファレント・ウォー』（原題:A Different War, 1997年）などがある。
ほぼ全ての作品に、イギリス情報局長ケネス・オーブリー (Kenneth Aubrey) か、元ベトナム戦争パイロットのミッチェル・ガント (Mitchell Gant) か、あるいは工作員パトリック・ハイド (Patrick Hyde) が登場している。ケネス・オーブリーとミッチェル・ガントが登場する作品、ケネス・オーブリーとパトリック・ハイドが登場する作品はあるが、パトリック・ハイドとミッチェル・ガントが同作品で登場した例はない。
本名以外でも、デヴィッド・グラント (David Grant) としても小説を発表していた。
作品のタイトルには、ほぼ必ずといっていいほど動物の名前が入っていて、動物の名が付けられない作品はデヴィッド・グラント名義で発表していた。しかし、末期に発表された数冊は動物の名前が入っていないタイトルが付けられている。
2011年4月4日、肺炎のため死去。68歳没。

## 著作リスト

### クレイグ・トーマス名義
- ラット・トラップ　Rat Trap (1976) / 広瀬順弘訳 ハヤカワ文庫NV
- ファイアフォックス  Firefox (1977) / 広瀬順弘訳 ハヤカワ文庫NV
- 狼殺し  Wolfsbane (1978) / 竹内泰之訳 パシフィカ/河出文庫
- モスクワを占領せよ  Snow Falcon (1979) / 井上一夫訳 毎日新聞社
- レパードを取り戻せ  Sea Leopard (1981) / 菊池光訳 ハヤカワ・ノヴェルズ/ハヤカワ文庫NV
- ジェイド・タイガーの影  Jade Tiger (1982) / 田中昌太郎訳 ハヤカワ・ノヴェルズ
- ファイアフォックス・ダウン  Firefox Down (1983) / 山本光伸訳 ハヤカワ・ノヴェルズ/ハヤカワ文庫NV
- 闇の奥へ  The Bear's Tears (1985) (米版: Lion's Run) / 田村源二訳 扶桑社ミステリー
- ウインターホーク  Winter Hawk (1987) / 矢島京子訳 扶桑社ミステリー
- すべて灰色の猫  All the Grey Cats (1988) (米版: Wildcat) / 山本光伸訳 扶桑社ミステリー
- 高空の標的  The Last Raven (1990) / 田村源二訳 新潮文庫
- DC-3の積荷  A Hooded Crow (1992) / 田村源二訳 新潮文庫
- 救出  Playing with Cobras (1993) / 田村源二訳 新潮文庫
- 無法の正義  A Wild Justice (1995) / 田村源二訳 新潮文庫
- ディファレント・ウォー  A Different War (1997) / 小林宏明訳 小学館文庫
- 闇にとけこめ  Slipping into Shadow (1998) / 田村源二訳 新潮文庫

### デイヴィッド・グラント名義
- モスクワ5000  Moscow5000 (1979) / 小菅正夫訳 ハヤカワ文庫NV
- Emerald Decision (1980) / 1987年にクレイグ・トーマス名義で再版

### ノンフィクション
- There to Here : Ideas of Political Society
- John Locke and His Influence on 300 Years of Political Theory (1991)